# Maria Teresa da Áustria-Este
Maria Teresa Henriqueta Doroteia (Brno, 2 de julho de 1849 – Chiemgau, 3 de fevereiro de 1919) foi a esposa do rei Luís III e Rainha Consorte da Baviera de 1913 até a abolição da monarquia em 1918. Era filha do arquiduque Fernando Carlos Vítor da Áustria-Este e da arquiduquesa Isabel Francisca da Áustria.

## Biografia

### Família

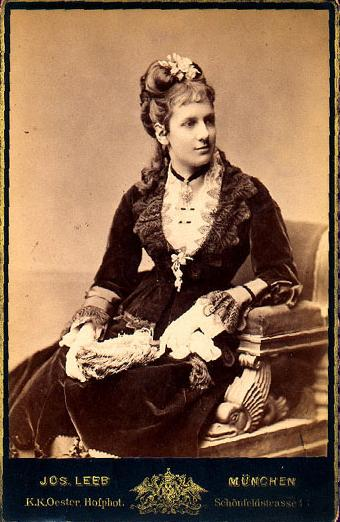
Maria Teresa da Áustria-Este

Maria Teresa foi a única filha do arquiduque Fernando Carlos de Áustria-Este e da arquiduquesa Isabel Francisca de Áustria-Toscana. Seus avós paternos foram o duque Francisco IV de Módena e a princesa Maria Beatriz Vitória de Saboia, enquanto seus avós maternos foram o arquiduque José João de Áustria-Toscana e a princesa Maria Dorotea de Württemberg.
Seu pai faleceu quando ela tinha apenas cinco meses de vida e, pouco antes de completar cinco anos de idade, sua mãe casou-se em segundas núpcias com o arquiduque Carlos Fernando de Áustria-Teschen, com quem teve outros seis filhos.

### Casamento e filhos
Em junho de 1867, Viena cobriu-se de luto para os funerais da arquiduquesa Matilde de Áustria-Teschen, prima e grande amiga de Maria Teresa, que havia morrido de forma trágica, aos dezoito anos de idade, no dia 6 daquele mês. Foi durante os ofícios fúnebres que a arquiduquesa conheceu o futuro Luís III da Baviera. Os príncipes se apaixonaram e Luís pediu autorização ao imperador da Áustria-Hungria para desposar Maria Teresa. Inicialmente, Francisco José I foi contrário ao matrimônio, pois pretendia casar a prima com o grão-duque Fernando IV da Toscana, membro do ramo italiano da Casa de Habsburgo e viúvo desde 1859. A possibilidade de Luís vir a herdar o trono da Baviera fez com que o imperador consentisse na união.
Maria Teresa e Luís casaram-se na Augustinerkirche de Viena, em 20 de fevereiro de 1869. O casal teve 13 filhos:
- Ruperto, Príncipe Herdeiro da Baviera (1869-1955), casado em primeiras núpcias com a duquesa Maria Gabriela da Baviera, com descendência; e em segundas núpcias com a princesa Antonieta de Luxemburgo, com descendência;
- Aldegunda Maria Augusta Teresa (1870-1958), casada com o príncipe Guilherme de Hohenzollern, sem descendência;
- Maria Luísa Teresa (1872-1954), casada com o príncipe Fernando Pio de Bourbon-Duas Sicílias, com descendência;
- Carlos Maria Leopoldo (1874-1927), não se casou;
- Francisco Maria Leopoldo (1875-1957), casado com a princesa Isabel de Croy, com descendência;
- Matilde Maria Teresa Henriqueta Cristina Leopoldina (1877-1906), casada com o príncipe Luís Gastão de Saxe-Coburgo-Gota (filho da princesa Dona Leopoldina do Brasil e neto de Dom Pedro II), com descendência;
- Wolfgang Maria Leopoldo (1879-1895);
- Hildegarda Maria Cristina Teresa (1881-1948), não se casou;
- Notburga Carolina Maria Teresa (1883-1883);
- Wiltrude Maria Alice (1884-1975), casada com Mindaugas II da Lituânia, sem descendência;
- Helmtrude Maria Amália (1886-1977), não se casou;
- Dietlinde Maria Teresa Josefa Aldegunda (1888-1889);
- Gundelinda Maria Josefa (1891-1983), casada com o conde Preysing-Lichtenegg-Moos, com descendência.

### Rainha da Baviera
Maria Teresa tornou-se rainha da Baviera em 1913, sendo a primeira consorte católica do país desde sua elevação a reino, em 1806.
Em 1914, organizou uma grande festa para o jubileu real da Baviera e apareceu com Luís III para anunciar a guerra. Durante a Primeira Guerra Mundial, mostrou-se uma grande patriota e também apoiou a monarquia dos Habsburgo. Incentivou as mulheres bávaras a dar assistência aos soldados, fornecendo-lhes roupas e alimentos.

### Pretendente jacobita
Tornou-se herdeira de Francisco V de Módena, como pretendente jacobita aos tronos de Inglaterra e Escócia, devido ao fato do duque não ter tido filhos. Como tal, foi aclamada pelos jacobitas como Maria IV de Inglaterra e III de Escócia, após a morte de Francisco V, em 1875.
Seu filho mais velho, Ruperto, sucedeu-a como pretendente jacobita em 1919, como Roberto I de Inglaterra e IV de Escócia.

### Exílio e morte
Após a Primeira Guerra Mundial eclodiu a Revolução Espartaquista, que derrubou a monarquia no território alemão e obrigou Luís III e sua família a saírem de Munique. Fugiram para a Áustria no início de 1919, passando também por Liechtenstein e Suíça, de onde voltaram à Baviera. Maria Teresa morreu pouco depois no Castelo de Wildenwart, em Chiemgau, aos 69 anos de idade.
Seus restos foram trasladados em 1921 para a Cripta Real da Catedral de Munique, juntamente com os de Luís III.